# 本
本 (origine, livre) est un idéogramme d'origine chinoise composé de 5 traits et fondé sur 木 et 一.

## Utilisation en chinois
Le sinogramme se lit běn et peut signifier : racine/origine, il est aussi utilisé comme classificateur pour les livres.

## Utilisation en japonais
Le kanji fait partie des kyōiku kanji et est étudié en 1re année.
Il se lit ほん (hon) en lecture on et もと  (moto) en lecture kun.

### Exemples
- 日本 (nihon) : le Japon, pays du Soleil levant (origine du soleil).
- 山本 (Yamamoto) : nom courant au Japon (littéralement « montagne-origine », personne originaire de la montagne).
- Kono hon ha omoshiroi desu ne : cet ouvrage est intéressant, non ?
- Hai, sono hon ha Asahi shinbun desu : oui, il s'agit du journal du matin Asahi shinbun.